# سفارة دولة فلسطين لدى إثيوبيا
سفارة دولة فلسطين لدى إثيوبيا هي الممثلية الدبلوماسية العُليا لدولة فلسطين لدى إثيوبيا. تقع السفارة في أديس أبابا.